# Оуен Ричардсън
Оуен Ричардсън (на английски: Owen Willans Richardson) е британски физик, носител на Нобелова награда за физика за 1928 година.

## Биография
Роден е на 26 април 1879 година в Дейсбъри, Англия. Завършва колежа Тринити в университета Кеймбридж през 1900 г. От 1906 до 1913 г. е професор в университета Принстън.
Изследователската му работа включва фотоелектричен ефект, жироскопичен ефект, електронна емисия, рентгеново лъчение и спектър на водорода.
Умира на 15 февруари 1959 година в Алтън на 79-годишна възраст.